# Fosfoproteína
Una fosfoproteína es una proteína unida covalentemente a una sustancia que contiene ácido fosfórico, a través del mismo. Un ejemplo de tal grupo es un grupo fosfato. El aminoácido que es fosforilados suele ser serina, treonina, tirosina, aspartato o histidina.